# Edgard Leblanc Fils
Edgard Leblanc Fils (Miragoâne, 18 de agosto de 1955) é um político haitiano.
Foi presidente do Senado entre 1995 e 2000 e assumiu em 2024 as funções de presidente do Conselho Presidencial de Transição, tendo sido, na prática, Chefe de Estado do Haiti.